# Keseneng (Purworejo)
Keseneng is een bestuurslaag in het regentschap Purworejo van de provincie Midden-Java, Indonesië. Keseneng telt 2168 inwoners (volkstelling 2010).